# Brzóstowa (gromada)
Brzóstowa (od 31 XII 1961 Ćmielów) – dawna gromada, czyli najmniejsza jednostka podziału terytorialnego Polskiej Rzeczypospolitej Ludowej w latach 1954–1972.
Gromady, z gromadzkimi radami narodowymi (GRN) jako organami władzy najniższego stopnia na wsi, funkcjonowały od reformy reorganizującej administrację wiejską przeprowadzonej jesienią 1954 do momentu ich zniesienia z dniem 1 stycznia 1973, tym samym wypierając organizację gminną w latach 1954–1972.
Gromadę Brzóstowa z siedzibą GRN w Brzóstowej utworzono – jako jedną z 8759 gromad na obszarze Polski – w powiecie opatowskim w woj. kieleckim, na mocy uchwały nr 13f/54 WRN w Kielcach z dnia 29 września 1954. W skład jednostki weszły obszary dotychczasowych gromad Brzóstowa, Drzenkowice, Wola Grójecka i Krzczonowice (bez wsi Glinka) ze zniesionej gminy Ćmielów oraz Grójec ze zniesionej gminy Bodzechów w tymże powiecie. Dla gromady ustalono 26 członków gromadzkiej rady narodowej.
31 grudnia 1959 do gromady Brzóstowa przyłączono wsie Jastków, Wojnowice, Wólka Wojnowska, Glinka, Podgrodzie i Smyków; kolonie Jastków, Jastków Poduchowny, Małachów i Wólka Wojnowska; gajówki Małachów, Skałecznica i Maziarska; leśniczówkę Korycizna; oraz parcelację Łysowody ze zniesionej gromady Przepaść. Tego samego dnia siedzibę gromady Brzóstowa przeniesiono do osiedla Ćmielów.
Gromadę zniesiono 31 grudnia 1961 przez przemianowanie jednostki na gromadę Ćmielów.